# Adetus croton
Adetus croton es una especie de escarabajo del género Adetus, familia Cerambycidae. Fue descrita científicamente por Heffern, Santos-Silva & Botero en 2019.
Habita en los Estados Unidos (al sur de Texas), Honduras y México. Los machos y las hembras miden aproximadamente 4,25-8,35 mm. El período de vuelo de esta especie ocurre en los meses de marzo, abril, mayo, junio, julio, agosto y octubre. En Texas, su período de actividad ocurre desde marzo hasta junio y también en octubre. Su planta huésped es Croton humilis (origen del nombre).